# Jiang Shi

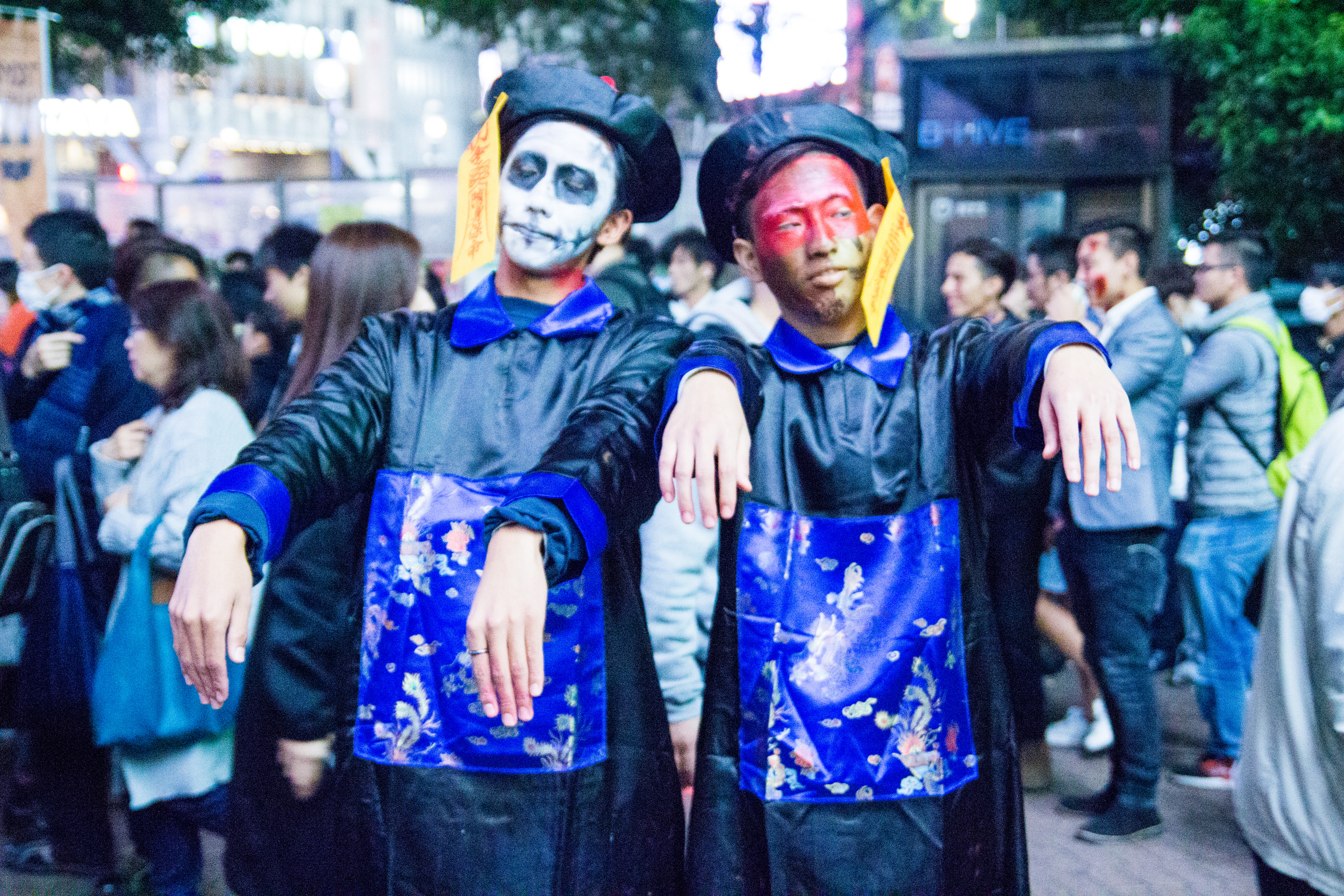
personas disfrazadas de Jiang Shi

Se conoce como jiang shi (en chino, 僵屍 o 殭屍; cantonés: Geung si; mandarín: Jiāng shī; en japonés キョンシー: Kyonshii, literalmente "zombi"), conocidos en Occidente como Vampiros o Zombis chinos, a los cadáveres vueltos a la vida en la mitología china.

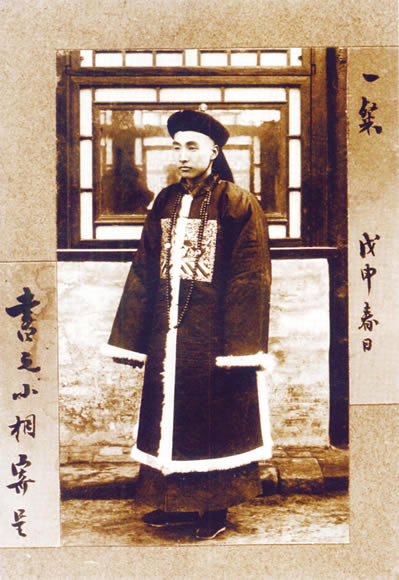
Uniforme oficial de la dinastía Qing

Las referencias más antiguas a estas criaturas datan del siglo XII. Los jiang shi son por lo general personas que han muerto violentamente, o de manera no natural, o bien cuya alma no ha encontrado reposo en el momento de su fallecimiento. Sus cuerpos no se han descompuesto y su pelo y uñas siguen creciendo como si siguieran vivos. Su piel es muy pálida porque no soportan el contacto con el sol, de manera que suelen aparecer en horario nocturno, lo que les viene mejor. Generalmente su apariencia varía desde un cuerpo normal hasta un espantoso cadáver podrido. Una de las características peculiares es su piel entre verde y blanca; una de las teorías afirma que esto deriva de un hongo que crece en los cadáveres. Tienen cabello largo y blanco. La influencia de las historias de vampiros occidentales llevó a que el mito chino incorporara el aspecto del chupado de sangre. Sus extremidades son rígidas, de manera que sólo pueden avanzar dando pequeños saltos y con los brazos extendidos. Son completamente ciegos, pero presienten a las personas por su respiración. Si están descontrolados son seres muy peligrosos porque si muerden a una persona, la convierten también en otro muerto viviente. Los monjes taoístas son los únicos que pueden detener a un jiang shi mediante diversos hechizos.
En la iconografía popular suelen vestir atuendos funerarios de la Dinastía Qing. Una supuesta fuente de las historias sobre jiang shi viene de la tradición folclórica del "cadáver viajante", según la cual los miembros de una familia sin recursos para pagar las tarifas de viaje, contrataba a sacerdotes taoístas para que transportaran de vuelta al hogar a los cadáveres de sus amigos/familiares que habían muerto lejos. Los sacerdotes taoístas llevaban los cadáveres sólo de noche y tocaban campanas para avisar a los pueblerinos que estaban pasando, ya que era considerado mala suerte para una persona viva ver a un jiang shi. Esta práctica fue popular en Xiangxi, donde muchas personas dejaban su hogar para trabajar en otra parte. Después de su muerte, sus cuerpos eran devueltos a su casa, ya que se creía que sus almas iban a extrañar el hogar si los enterraban lejos. Como los llevaban acostados en cañas de bambú, cuando las cañas se doblaban arriba y abajo parecía que los cadáveres saltaban al unísono. Algunas personas pensaban que las historias sobre los jiang shi habían sido inventadas por contrabandistas que disfrazaban su actividad ilegal con este medio y burlaban a las autoridades de esta manera.

## Causas de los Jiang Shi

### Descripciones ficticias de las causas de los Jiang Shi
El erudito de la dinastía Qing, Ji Xiaolan, mencionó en su libro Yuewei Caotang Biji (閱微草堂筆記) (c. 1789 - 1798) (The Shadow Book of Ji Yun, Empress Wu Books, 2021) que las causas de la reanimación de un cadáver pueden clasificarse en una de dos categorías: una persona fallecida recientemente que vuelve a la vida o un cadáver que ha estado enterrado durante mucho tiempo pero que no se descompone. Algunas causas se describen a continuación:
- El uso de artes sobrenaturales para resucitar a los muertos.
- Posesión espiritual de un cadáver.
- Un cadáver absorbe suficiente yang qi para volver a la vida.
- El cuerpo de una persona está gobernado por tres huns y siete pos. El erudito de la dinastía Qing, Yuan Mei , escribió en su libro Zi Bu Yu que "el hun de una persona es bueno pero el po es malo, el hun es inteligente pero el po no es tan bueno". El hun deja su cuerpo después de la muerte, pero su po permanece y toma el control del cuerpo, por lo que la persona muerta se convierte en un jiangshi.
- La persona muerta no es enterrada incluso después de que se haya celebrado un funeral. El cadáver cobra vida después de que le cae un rayo, o cuando una gata preñada (o una gata negra en algunos cuentos) salta sobre el ataúd.
- Cuando el alma de una persona no puede abandonar su cuerpo fallecido, debido a una muerte inapropiada, suicidio o simplemente por querer causar problemas.
- Una persona herida por un jiangshi se infecta con el "virus jiangshi" y gradualmente se convierte en un jiangshi con el tiempo, como se ve en las películas de Mr. Vampire.

Las causas de Notas de la sala de la hierba que convierten un cadáver en zombi (o necrofilia) se dividen en dos: mutación de un nuevo cadáver y entierro de larga duración, con las siguientes causas posibles.
1. Es más científico tener un sitio de necrofilia. Algunas fuentes sugieren que el pelo y las uñas del cadáver seguirán creciendo, pero en realidad esto se debe al encogimiento de los músculos del cuerpo después de la muerte, que deja al descubierto el pelo y las uñas que originalmente estaban ocultos en la carne. El cuerpo se llama cadáver de sombra y se considera una forma de transición entre un cadáver y un zombi, y pronto se convertirá en un zombi si no se trata rápidamente. También se hace referencia a ella en el feng shui. Esto es similar a la forma en que se juzga a los vampiros en algunas partes de los países extranjeros.
2. Hay rumores de que el Taoísmo cuerpo será enterrado durante cientos de años y renacerá al final de ese período.
3. El cuerpo recién muerto está poseído por una cosa maligna/espíritu maligno.
4. El cadáver absorbe energía yang y se vuelve corpóreo por medio de la energía vital.
5. En el momento de la muerte, el alma se dispersa y el cuerpo se estanca. Según el Zi Bu Shi de Yuan Mei, "El alma del hombre es buena, pero el cuerpo es malo; el alma del hombre es espiritual, pero el cuerpo es tonto" Tres Almas y Siete Espíritus domina el cuerpo humano, y cuando el alma abandona el cuerpo, se convierte en un vampiro.
6. En los años 1950, la gente de Hong Kong todavía tenía entierros en casa y funerarias, por lo que estaba muy extendida la creencia de que un cadáver cambiaba si caía un rayo y un gato saltaba sobre un ataúd (lo que se llama necrofilia).

## En la ficción
Los jiang shi han servido de base para muchas novelas y películas asiáticas desde el cine mudo. En 1981 Sammo Hung renovó el género mezclando terror, comedia y artes marciales en su película Encuentros en el Más Allá. Más tarde, Hung produjo el film El señor de los vampiros (1985), dirigido por Ricky Lau y basado en las novelas del experto en el tema Huang Ying, que tuvo tanto éxito que generó una larga saga de películas de jiang shi y lanzaron al estrellato a su protagonista, Lam Ching Ying. Con la llegada de los efectos visuales digitales, el género experimentó un nuevo resurgir en 2003 con la película Los cazavampiros de Tsui Hark, de Wellson Chin. La comedia de 1991, Los dioses deben estar locos III está protagonizada por un jiang shi.
Chiaotzu, del anime y manga Dragon Ball, está basado en ellos.
En el videojuego Darkstalkers de CAPCOM, está un personaje que también es una jiang shi, llamada Hsien-Ko.
En el videojuego Castlevania: Order of Ecclesia de Konami, es el enemigo final del mapa llamado "Large Cavern".
El grupo musical "Mili" en su canción "RTRT" del álbum "Miracle Milk" presenta la historia sobre un jiang shi que se hace amigo de una humana.
En la serie de manga y anime Shaman King aparece un jiang shi, llamado Lee Pailong. El personaje es una referencia a Bruce Lee por múltiples similitudes: ambos murieron en circunstancias extrañas, ambos eran actores y ambos crearon su propio estilo de artes marciales.
En el capítulo 16 "La Carta del Jiang Shi" en la serie japonesa Chōjū Sentai Liveman, donde Yusuke y Jō observan a un grupo de estudiantes huyendo de fantasmas, quienes se acercaban amenazantes mediante sus saltos característicos a modo de marcha, manipulando objetos, siendo intangibles y golpeando a los héroes en ataques coordinados.
En el capítulo 16 "La Carta del Jiang Shi" en la serie japonesa Chōjū Sentai Liveman, donde Yusuke y Jō observan a un grupo de estudiantes huyendo de fantasmas, quienes se acercaban amenazantes mediante sus saltos característicos a modo de marcha, manipulando objetos, siendo intangibles y golpeando a los héroes en ataques coordinados.
En la decimotercera entrega de la saga de juegos Touhou Project aparece una jiang shi, llamada Yoshika Miyako. Es muy conocida por su característica pose, de tener la lengua afuera y los brazos extendidos.
Uno de los trajes alternativos del personaje Ena en Fire Emblem Heroes está basado en un jiang shi.
En el videojuego Sleeping Dogs el 31 de octubre de 2012 se puso a la venta en PSN y el Bazar de Xbox live un DLC llamado "Nightmare in North Point", en el cual un exjefe de la Tríada fue asesinado en una fábrica de comida de gatos y volvió de entre los muertos provocando una invasión de jiang shi en Hong Kong.
En el anime y manga Yu-Gi-Oh! aparece una carta llamada "Maestro Kyonshee" que es un jiang shi y a finales de 2013 apareció una nueva carta llamada "Jiang Shi Fantastruco".
En la saga literaria Monogatari, en la novela titulada “Kabukimonogatari” cuyo único arco se titula “Mayoi Jiangshi” se muestra un mundo post-apocalíptico donde toda la humanidad se vio afectada por una epidemia que convertiría a los seres humanos en criaturas similares a un Jiang Shi.
En el videojuego Mobile Legends Bang Bang, fue liberado un aspecto para el personaje Ruby en 2019, siendo bastante apegado al concepto del Jiang Shi, más recientemente, en 2020, otro aspecto en base al mito fue liberado, esta vez para el personaje Cíclope.
En el videojuego Genshin Impact, hay un personaje jugable llamado 'Qiqi' el cual es exactamente una jiang shi.
En el videojuego Super Mario Land existe un enemigo basado en los jiang shi, llamado Pionpi.
En Kung Fu Panda: la leyenda de Po, hacen aparición en el ep 4 temporada 2 "Po y los fantasmas" donde son casi invencibles y coinciden con la creencia de los saltos pero la diferencia es que al morder a la víctima se convierte en Jiang Shi y si no es curado hasta el amanecer es uno para siempre.
En el videojuego Brawl Stars la brawler épica Colette tiene un aspecto similar a los jiang shi en la temporada "Estación fantasma" llamada "Colette revisora/Inspector Colette".
En el videojuego Tiger Road hay unos enemigos del segundo nivel que son básicamente jiang shis.